# Guayabal (Venezuela)
Guayabal es una población del municipio San Gerónimo de Guayabal, del estado Guárico, Venezuela. Se encuentra en la Región de los Llanos, al suroeste del estado Guárico, aproximadamente a 266 km al sureste de San Juan de los Morros, capital del estado. Tiene una población de 12 738 habitantes según censo 2011.

## Historia
A fines de 1749, fray Tomás Bernardo de Castro recibió instrucciones para fundar un nuevo asentamiento en las inmediaciones del río Guárico, específicamente en el paso y puerto sobre dicho cauce, no lejos del hato San Jerónimo, que acabaría dando nombre al nuevo pueblo. Algunos pueblos llaneros deben su origen a la tenacidad del fraile, siendo el primero de ellos Camaguán, fundado con humildad y paciencia entre los indígenas guamos, quienes lo estimaban y obedecían.
Guayabal surgió como una solución estratégica, pues representaba una vía de acceso más favorable hacia la otra orilla del río Apure durante la temporada de lluvias. En esa época, un estero se extendía desde Camaguán hacia el este y, por el sur, hasta las cercanías del Apure, lo cual dificultaba la comunicación fluida desde Calabozo. Desde Guayabal, se podía tomar la ruta sur navegando los ríos Guárico, Apurito y Apure hasta llegar a San Fernando o Arichuna, con la cual existía un contacto estrecho en la región.
En 1795, se registra que en San Jerónimo de Guayabal ya se celebraban entierros y se administraban los sacramentos, labores que eran asumidas de buena fe por el párroco de Camaguán, fray Joaquín María de Málaga, fundador de dicha parroquia en 1768, bajo cuya jurisdicción eclesiástica surgiría la nueva comunidad guariqueña.

## Clima
Tiene una temperatura de 27,5  °C en promedio y una máxima de 34 °C con una mínima de 23 °C. Según la clasificación de Koeppen, el clima de Guayabal es de sabana: lluvioso, con estación seca caracterizada por temperaturas elevadas todo el año.
- Datos: Q986162

1. ↑  Worldpostalcodes.org, código postal n.º 2301.